# Ulfborg-Vembs kommun
Ulfborg-Vembs kommun var en kommun i Ringkjøbings amt i västra Danmark. Sedan 2007 ingår den i Holstebro kommun.